# Ludvig Offenberg
Ludvig Johan Offenberg (31. juli 1863 i Aarhus – 26. november 1904 på Frederiksberg) var en dansk portrætfotograf, der var meget benyttet i hovedstaden i anden halvdel af 1800-tallet.
Offenberg overtog Budtz Müllers succesfulde atelier i Bredgade efter dennes død i 1884 og drev det i nogle år derefter i Müllers navn. Senere nedsatte han sig med atelier i sit eget navn på Gammel Kongevej 128 på Frederiksberg og senere på Falkonér Allé 57, hvor det efter hans død 1904 blev videreført i nogle år.
- Wikimedia Commons har flere filer relateret til Ludvig Offenberg